# Useless Magic
Useless Magic: lyrics and poetry es un libro de la cantante, escritora y compositora Florence Welch, publicado el 5 de julio de 2018, con la editorial Penguin Books.
Según la autora, el título hace referencia a un “useless superpower”, lo que para ella significa que no sabes lo que realmente dices hasta que no lo escribes.
Muchas veces, escribir canciones ayuda a expresar ideas de las que no somos realmente conscientes, bien porque no nos damos cuenta de esos sentimientos o porque una parte de nosotros no quiere escuchar esos pensamientos. De esta manera, las canciones ayudan a poder expresarlo de una manera clara.
La compositora menciona como al escribir las canciones de su cuarto álbum, High as Hope, muchas de esas letras eran originalmente poemas, esto le dio la suficiente confianza de poder escribir más y publicarlo en un libro. El proceso de escribirlo, le sirvió de gran ayuda para poder revisar las antiguas letras de sus canciones y ver como muchas siguen tratando los mismos temas, incluso años después.
Muchos de los poemas y garabatos que aparecen en este libro, son de los muchos cuadernos que tiene la cantante y que siempre procura mantener cerca, para poder escribir todos esos pensamientos e ideas y poder conservarlo durante años. 
En una entrevista concedida para el canal de YouTube de Crown Publishing Group recuerda como con ocho años le regalaron un cuaderno de cartón y desde entonces empezó a escribir pequeños poemas y dibujos.
Aunque, también considera que su cuaderno es bastante horrible porque es como un “diario de la ansiedad” y ella misma afirma ser incapaz de leer algunas de sus propias escrituras.

## Sinopsis
El libro se divide en diez apartados, entre los cuales podemos encontrar el epílogo, el índice, los agradecimientos, poemas escritos por la propia Welch y los capítulos centrales que contienen las letras de sus cuatro álbumes, publicados hasta ese momento (2018).
● LUNGS
● CEREMONIALS
● HOW BIG HOW BLUE HOW BEAUTIFUL
● HIGH AS HOPE
Cada álbum cuenta con su propio apartado, dividido en las letras de las canciones, al igual que una serie de fotografías, apuntes o dibujos hechos por la propia compositora, además, de algunos cuadros de pintura, muy importantes en la historia del arte, que guardan una relación con la estética del álbum.
Para Welch todos esos cuadros aparte de ayudar a entender la estética del álbum, también pertenecen a un mismo mundo. De esta forma, el primer álbum pertenece a un estética más pre-raphaelite, el segundo contiene más elementos relacionados con Klimt, o el cuarto con cierta influencia del artista estadounidense James Turrell. 
Para crear la estética de los álbumes, contó con la ayuda de su amigo Tom Beard, el fotógrafo de todas sus portadas. Para su cuarto álbum, menciona como se inspiraron en las fotografías de Francesca Woodman.
De esta manera, nos ayuda a comprender mejor la estética del álbum o como ella lo asocia.

## Reseñas
En la web de goodreads, conocida por contar con millones de usuarios que publican sus propias reseñas sobre los libros que han leído, cuenta con una calificación media de 4´3 estrellas sobre 5.
Kate Haselden, en su artículo para el periódico Cherwell, menciona como los elementos visuales en este libro, asumen su propio papel a la hora de expresar el significado de las letras y el álbum. Para ella las pinturas arrojan luz sobre el significado de las canciones.
Haselden menciona como Welch toma el límite de lo real y lo etéreo, lo humano y lo sobrenatural y lo toca como la cuerda de un arpa.
También, considera que la colección es una combinación preciosa y más que humana de las reflexiones privadas y experiencias de la artista. Para finalmente demostrar cómo su afinidad por la belleza y su talento como artista se extiende más allá de la música y llega a la poesía.
Por otro lado, Emily Mackay, en su artículo escrito para The Guardian, considera que Welch desnuda su alma en la colección de poemas y muestra su transición de niña salvaje a adulta. Para ella la nueva voz de Florence, emerge más fría, analítica y cruda.